# Diaphorocetus
Diaphorocetus — вимерлий рід одонтоцетних китоподібних, що належить до Physeteroidea. Його останки були знайдені в формації Монте-Леон в Аргентині, що датується раннім міоценом.

## Палеоекологія
Маленькі зуби Diaphorocetus і вузький рострум свідчать про те, що Diaphorocetus використовував проміжну стратегію харчування між такими хижими кашалотами, такими як Acrophyseter і Livyatan, і сучасними кашалотами.